# 番茄醬娛樂
番茄醬娛樂（英語：Ketchup Entertainment）是一家美國獨立電影製作和發行公司。該公司以發行《青春邂逅日》（2012年）、《愛情大作戰》（2013年）、《雞餓遊戲》（2014年）、《王室之夜》（2015年）、《伯德醫生給悲傷詩人的建議》（2021年）、《潛眠叛變》（2023年）和《記憶》（2023年）而聞名。即將上映的電影包括《地獄怪客：歪曲人》（2024年）、《古德里奇》（2024年）和《台北追緝令》（2024年）。

## 歷史
2012年5月，番茄醬娛樂推出了其發行部門，並與ARC Entertainment合作。2013年5月，番茄醬娛樂與開路影業達成協議，在家庭娛樂和非劇院平台上發行他們的電影。
2023年，該公司發行了由羅伯特·羅德里格茲執導，本·阿弗萊克主演的《潛眠叛變》，以及由傑西卡·查斯坦和彼得·賽斯嘉主演的《記憶》。 該公司還製作了由麥可·曼恩執導、Neon發行《法拉利》。
2023年9月，番茄醬娛樂獲得了《地獄怪客：歪曲人》的發行權。

## 外部連結
- 官方網站 （页面存档备份，存于）